# Conway (Florida)
Conway ist ein census-designated place (CDP) im Orange County im US-Bundesstaat Florida mit 13.596 Einwohnern (Stand: 2020).

## Geographie
Conway grenzt direkt an die Städte Belle Isle und Orlando. Der CDP wird von der Florida State Road 15 durchquert.

## Demographische Daten
Laut der Volkszählung 2010 verteilten sich die damaligen 13.467 Einwohner auf 5797 Haushalte. Die Bevölkerungsdichte lag bei 1513,1 Einw./km². 88,6 % der Bevölkerung bezeichneten sich als Weiße, 3,7 % als Afroamerikaner, 0,3 % als Indianer und 2,2 % als Asian Americans. 2,9 % gaben die Angehörigkeit zu einer anderen Ethnie und 2,3 % zu mehreren Ethnien an. 16,5 % der Bevölkerung bestand aus Hispanics oder Latinos.
Im Jahr 2010 lebten in 33,9 % aller Haushalte Kinder unter 18 Jahren sowie 26,0 % aller Haushalte Personen mit mindestens 65 Jahren. 74,1 % der Haushalte waren Familienhaushalte (bestehend aus verheirateten Paaren mit oder ohne Nachkommen bzw. einem Elternteil mit Nachkomme). Die durchschnittliche Größe eines Haushalts lag bei 2,67 Personen und die durchschnittliche Familiengröße bei 3,05 Personen.
24,8 % der Bevölkerung waren jünger als 20 Jahre, 22,7 % waren 20 bis 39 Jahre alt, 34,0 % waren 40 bis 59 Jahre alt und 18,5 % waren mindestens 60 Jahre alt. Das mittlere Alter betrug 42 Jahre. 49,8 % der Bevölkerung waren männlich und 50,2 % weiblich.
Das durchschnittliche Jahreseinkommen lag bei 63.448 $, dabei lebten 8,8 % der Bevölkerung unter der Armutsgrenze.
Im Jahr 2000 war Englisch die Muttersprache von 85,62 % der Bevölkerung, Spanisch sprachen 11,83 % und 2,55 % hatten eine andere Muttersprache.